# Belgia na Zimowych Igrzyskach Olimpijskich 1952
Belgię na Zimowych Igrzyskach Olimpijskich 1952 reprezentowało 9 zawodników.

## Skład kadry

### Bobsleje

#### Mężczyźni
| Zawodnik                         | Konkurencja | Czas ślizgu | Czas ślizgu | Czas ślizgu | Czas ślizgu | Suma    | Pozycja | Źródło |
| Zawodnik                         | Konkurencja | 1           | 2           | 3           | 4           | Suma    | Pozycja | Źródło |
| -------------------------------- | ----------- | ----------- | ----------- | ----------- | ----------- | ------- | ------- | ------ |
| Marcel Leclef Albert Casteleyns  | Dwójki      | 1:22.09     | 1:23.69     | 1:22.94     | 1:23.79     | 5:32.51 | 6.      | [ 1 ]  |
| Charles De Sorgher André De Wulf | Dwójki      | 1:29.49     | 1:29.00     | 1:29.29     | 1:30.50     | 5:58.28 | 18.     | [ 1 ]  |

### Narciarstwo alpejskie

#### Mężczyźni
| Zawodnik     | Konkurencja   | 1. przejazd | 1. przejazd | 2. przejazd | 2. przejazd | Czas końcowy | Pozycja | Źródło |
| Zawodnik     | Konkurencja   | Czas        | Pozycja     | Czas        | Pozycja     | Czas końcowy | Pozycja | Źródło |
| ------------ | ------------- | ----------- | ----------- | ----------- | ----------- | ------------ | ------- | ------ |
| Michel Feron | Zjazd         | 3:31.5      | 61.         | Nie dotyczy | Nie dotyczy | 3:31.5       | 61.     | [ 2 ]  |
| Denis Feron  | Zjazd         | 3:36.5      | 63.         | Nie dotyczy | Nie dotyczy | 3:36.5       | 63.     | [ 2 ]  |
| Michel Feron | Slalom gigant | 3:14.0      | 69.         | Nie dotyczy | Nie dotyczy | 3:14.0       | 69.     | [ 3 ]  |
| Denis Feron  | Slalom gigant | 3:19.2      | 73.         | Nie dotyczy | Nie dotyczy | 3:19.2       | 73.     | [ 3 ]  |
| Denis Feron  | Slalom        | 1:21.1      | 65.         | NQ          | NQ          | Nie dotyczy  | 65.     | [ 4 ]  |
| Michel Feron | Slalom        | 1:27.0      | 73.         | NQ          | NQ          | Nie dotyczy  | 73.     | [ 4 ]  |

### Łyżwiarstwo szybkie

#### Mężczyźni
| Zawodnik           | Konkurencja      | Czas   | Pozycja | Źródło |
| ------------------ | ---------------- | ------ | ------- | ------ |
| Robert Laboubée    | Wyścig na 500 m  | 47.2   | 35.     | [ 5 ]  |
| Jean Massez        | Wyścig na 500 m  | 49.2   | 39.     | [ 5 ]  |
| Robert Laboubée    | Wyścig na 1500 m | 2:36.4 | 37.     | [ 6 ]  |
| Jean Massez        | Wyścig na 1500 m | 2:43.8 | 39.     | [ 6 ]  |
| Pierre Huylebroeck | Wyścig na 5000 m | 9:34.4 | 35.     | [ 7 ]  |